# Santuario della Beata Vergine Addolorata (Santa Brigida)
Il  santuario della Beata Vergine Addolorata di Santa Brigida si trova nel territorio dell'omonimo comune, in provincia di Bergamo.

## Storia
Si tratta di un edificio ecclesiale romanico risalente all'XI secolo circa: non si hanno atti storici certi sulla sua datazione, forse sorto sopra un edificio pagano di origine celtica precedente il primo millennio ad opera di monaci benedettini Nel Trecento la chiesa era una delle sette cappellanie dipendente da Primaluna in Valsassina come risulterebbe da un atto notarile rogato il 7 aprile 1368 
La chiesa si staccò nel XIV secolo da quella di San Pietro di Primaluna in Valsassina diventando la più antica in Val Averara.
L'edificio fu consacrato dal vescovo suffraganeo di Stefano Nardini della diocesi di Milano il 7 agosto 1468.
Il santuario, che ha una struttura architettonica molto semplice a navata unica, è stato ristrutturato e ampliato nel corso dei secoli con interventi goticizzanti.

## Descrizione
Sono presenti alcuni affreschi quattrocenteschi di buona fattura ancora leggibili. La copertura a capanna con travi in legno decorato a vista.
Anche questo edificio costituisce un ulteriore esempio, seppure minore, dell'architettura romanica bergamasca. L'interno a navata unica, è diviso in cinque campate da arconi a sesto acuto con piccoli pilastri in pietra. Il presbiterio è preceduto da due balaustre in marmo policromo.